# Bellanne, Sagar
Bellanne là một làng thuộc tehsil Sagar, huyện Shimoga, bang Karnataka, Ấn Độ.